# Wells St Andrew
Wells St Andrew var en civil parish från 1866 till 1933 då den blev en del av Wells, i grevskapet Somerset, i England. Civil parish hade 290 invånare år 1931.